# کورشتت
کورشتت (به آلمانی: Querstedt) یک منطقهٔ مسکونی در آلمان است که در بیسمارک (آلتمارک) واقع شده‌است. کورشتت ۲۳۴ نفر جمعیت دارد.